# Ultra HD Blu-ray
Ultra HD Blu-ray（ウルトラ エイチディー ブルーレイ）は、 Blu-ray Discの後継となる光ディスク規格。第3世代光ディスクの一種であり、UHD BD（ユーエイチディー ビーディー）と略される。プロモーションでは4K Ultra HDブルーレイ（よんケー ウルトラ エイチディーブルーレイ）の表記が推奨されている。
UHD BDは4K UHD（2160p - 3840×2160 60fps）をサポートする。

## 規格

### ハードウェア
物理メディアはBD-ROM Version2.0であり、すなわちBlu-ray Discと同じ第3世代光ディスクの一種であるが、大容量化が図られている。標準的なBD-ROMが25GB×1 - 2層であるのに対し、UHD BDは25GB×2層、33GB×2 - 3層のいずれかとなる。既存のBlu-ray規格・機器との互換性はない。

### 記録方式
UHD BDは4K UHDをサポートし、ビデオ・エンコードはH.265（ISO/IEC 23008-2 HEVC）を使用する。また、ハイダイナミックレンジ記録（HDR）をサポートする。
なお、4K UHDおよびHDRは必須ではなく、H.265/HEVC下で2K（HDTV）、SDR（標準ダイナミックレンジ）の選択もそれぞれ独立して可能である。この場合にも、従来のBDとの互換性はない。再生時には必ずしも4K対応テレビは必要ではなく、それ以下の解像度しか出ないテレビでも再生デバイスがその解像度に対応している場合はダウンコンバートして出力できる。

### 著作権保護技術
UHD BDにおけるDRMはいずれもAACS 2.0に更新される。

### リージョンコード
DVDや従来のBDと異なり、UHD BDではリージョンコードはほとんど廃止されたが、ディズニー製作品などでリージョンコード(A~C)が付与されることがある。

### CMP Export
UHD BDでは一般に、CMP Exportという外部媒体コピー技術をサポートする。これにより、BDの記録された動画ならびに関連情報を他の記録媒体に安全に転送する。

### 作成時の互換性
映像以外のメニュー、字幕は従来のBDと共通である。

### サポート環境
一般的には、UHD BD機器に接続されるディスプレイの4K UHDのサポート/非サポート、HDRのサポート/非サポートを自動的に判別し、非対応機器に対しては自動的に2K（HDTV）やSDRへのダウンコンバートを行う。
なお、一部を除く従来のBD機器でサポートされたBlu-ray 3Dは、UHD BD機器では一般的には非サポート（optional）となる。ただし、Xbox One Sのように両対応も存在。
パソコンにおいてのUHD BDは導入のハードルが高くなり、#パーソナルコンピューターに記述する要件を満たす必要がある。

## 用途
ホームシアターなど映像フォーマットとしての用途
Ultra HD Blu-rayの用途は2017年現在これが一般的であり、ソフトは2017年現在で数百種類がある。黒色のケースを採用し、上部分に「4K ULTRAHD」表記がある。ソフトにはBD版も同梱されている場合が多い。

## Ultra HD Blu-ray規格の採用例

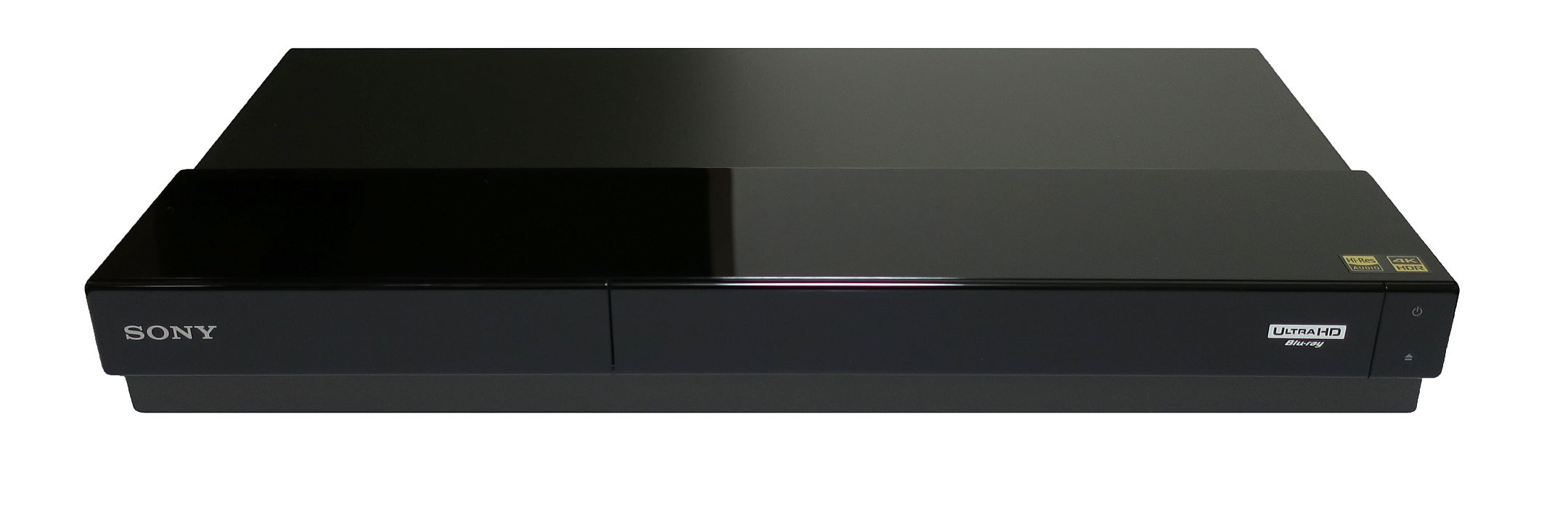
Ultra HD Blu-rayの再生に対応したBDレコーダー（ソニー・BDZ-FT1000）

### レコーダー
- パナソニックは2015年11月にUltra HD Blu-ray規格に世界で初めて対応（Ultra HD Blu-rayは再生のみ）したBDレコーダー「DMR-UBZ1」を発売した。

### 再生専用機器
- パナソニックは2016年6月24日にUltra HD Blu-ray規格に日本で初めて対応したBDプレーヤー「DMP-UB900」を発売した。また、同年7月には「DMP-UB90」を発売した。その後、2017年6月16日には「DMP-UB30」を発売した。
- ソニーは2017年6月24日にUltra HD Blu-ray規格対応のBDプレーヤー「UBP-X800」を発売した。

### ラップトップパソコン
- VAIOの「VAIO S15」2019年モデルはUltra HD Blu-rayドライブが標準搭載可能となっている[注 2]。

### 家庭用ゲーム機
- マイクロソフトの「Xbox One S」ならびに「Xbox One X」はUltra HD Blu-ray対応ドライブを搭載している（ゲームディスクは従来のBlu-ray Discのみ）。
- 2020年11月に発売したマイクロソフトの「Xbox Series X」およびソニー・インタラクティブエンタテインメントの「PlayStation 5」（PS5）は、Ultra HD Blu-ray対応ドライブを搭載している[注 3]。ただし、PS5はUltra HD Blu-ray対応ドライブ搭載の「スタンダードモデル」と、ドライブ自体が搭載されずダウンロード版ソフト専用の「デジタル・エディション」の2タイプが用意されている。

### パーソナルコンピューター
CyberLinkのPowerDVDとCorelのWinDVD（いずれもエディションによって異なる）が再生に対応しているが、対応したディスクドライブのほか、
- AACS 2.0の解除のためにIntel SGX（英語版）に対応し、なおかつ映像出力機能を搭載したインテル製のCPU（第7世代[注 4]から第10世代[注 5]までのCore iプロセッサ）
- HDCP 2.2に対応したディスプレイ
- 上記のSGXとHDCPに対応したマザーボード
- Microsoft Windows 10

が必要となる。
このため、RyzenなどのAMD製CPUやARMアーキテクチャ対応SoC搭載のPCでは再生できない。また、CPU内蔵グラフィックでのみ再生が可能となるため、グラフィックボードを介しての出力も不可能である。ただし、明らかにAMD製CPU/GPUを搭載したゲーム機であるXbox One SやPS5では再生できる。
対応ドライブが発売された2017年当初は、特にマザーボード側のSGXおよびHDCP 2.2への対応が不明瞭だったことから、ハードルが高かった。この状況は2019年頃に多少改善されたものの、2020年に発売された第11世代プロセッサ以降はSGXの機能が削除されたため、これらの新世代CPUが搭載された環境では再生できない状態となっている。2021年に公開されたWindows 11にも対応しておらず、既存の環境でもIntel SGXが使用不可能になる可能性があるため、チップセットドライバの更新も推奨されていない。よって、よほどのこだわりが無ければDVD Fabなどの非公式プレイヤーを使い、Intel SGX対応PCを使用してUHDBDの映像を閲覧するか、パーソナルコンピューターではなく、AV機器（≒単体のUHD BDプレーヤー、およびUHD BD再生対応HDD/BDレコーダー）や対応ゲーム機で再生することが無難とされている。

## 沿革
- 2015年
  - 5月11日 - Ultra HD Blu-rayの規格（最大解像度3840x2160 ピクセル、HDR、Digital Bridge、片面2層で66GB、片面3層で100GB）策定完了を発表[16]。
  - 11月13日 - パナソニックが世界初Ultra HD Blu-ray規格対応のBDレコーダー「DMR-UBZ1」を発売[発表 3][17]。
- 2016年
  - 3月1日 - アメリカでソニー・ピクチャーズ エンタテインメント、フォックス、ワーナー、ライオンズゲートから初のUltra HD Blu-rayソフト24タイトルがリリース[18]。
  - 3月26日 - 日本初のUltra HD Blu-rayソフト「4K 夜景 HDR」を発売。収録時間は約42分でディスク仕様は2層66GB[19]。
  - 8月2日 - マイクロソフトがUHD BD対応ゲーム機のXbox One Sを発売開始。
- 2017年
  - 1月24日 - パイオニアが世界初Ultra HD Blu-ray再生に対応した内蔵型BD/DVD/CDドライブ「BDR-S11J」を発売することを発表[発表 4]。
  - 2月28日 - パイオニアが世界初Ultra HD Blu-ray再生に対応したポータブルBD/DVD/CDドライブ「BDR-XD06J-UHD」を発売することを発表[発表 5]。
- 2020年11月12日 - ソニー・インタラクティブエンタテインメントがUHD BD対応ゲーム機のPlayStation 5[注 8]を発売開始。